# ケラトルファン
ケラトルファン(Kelatorphan)は、ネプリライシン、DPP3、アラニンアミノペプチダーゼ、アンジオテンシン変換酵素等、内在性エンケファリンの代謝に関わるほぼ全ての酵素を強力に阻害する。マウスにおいて50 μgのケラトルファンとともにメチオニンエンケファリンを脳室内投与すると（ケラトルファンは血液脳関門を通過できないため）、メチオニンエンケファリンの鎮痛効果はおよそ5万倍（ED50は約10 ng）になる。ケラトファンは単独でも強力な抗侵害受容効果を示し、呼吸を抑制することはなく、高濃度では実際に増加させる。